# 여수종고중학교
여수종고중학교(麗水鐘鼓中學校)는 대한민국 전라남도 여수시 군자동에 있는 사립 중학교이다.

## 학교 연혁
- 1947년 8월 1일 : 여수 공학원 설립(도지사 인가)
- 1947년 8월 5일 : 설립자 김한희 선생 원장 취임
- 1948년 10월 20일 : 여순 사건으로 임시휴교
- 1948년 11월 15일 : 개교
- 1949년 9월 12일 : 본관 4교실 신축
- 1950년 7월 23일 : 6.25 사변으로 임시 휴교
- 1951년 9월 1일 : 학제 변경으로 여수종고중학교로 개칭
- 1952년 3월 25일 : 여수종고중학교 제1회 졸업식
- 1955년 3월 29일 : 여수종고중학교 인가
- 1982년 5월 11일 : 학교법인 '운강학원' 출범
- 2023년 3월 1일 : 제5대 이사장 김규환 교수 취임
- 2025년 1월 9일 : 제73회 졸업식 거행(총 17,053명)
- 2025년 3월 1일 : 제18대 교장 정중하 선생 취임
- 2025년 3월 5일 : 4학급 배정 입학식

## 참고 자료
- 여수종고중학교 - 한국교육학술정보원 학교알리미